# Óscar Engonga
Óscar Engonga Maté (Torrelavega, Cantabria, España, 12 de septiembre de 1968) es un exfutbolista y entrenador español de origen ecuatoguineano que jugaba como centrocampista.

## Trayectoria
Óscar, criado en Sierrapando jugó en el primer equipo de la Gimnástica 5 temporadas, disputando 98 partidos de liga y marcando 25 goles. Óscar incluso fue fichado por el F. C. Barcelona, en 1987, donde coincidió con Amor, Ferrer y Nayim. No llegó a despegar y en la temporada 88-89 ficha por el Sporting Mahonés, conjunto balear con el que militaria durante 3 campañas en 2ªDivisión B. Su carrera, que transcurrió principalmente en las ligas inferiores de España, pero que también comprendió tres partidos de la Liga, uno con el Real Valladolid y dos con el Racing de Santander. Se retiró como futbolista en 1999, con sólo 30 años.
Poco después, Engonga comenzó a entrenar, dirigiendo durante un breve período a Guinea Ecuatorial, que contó con la participación de sus antiguos compañeros de profesión en España Rodolfo Bodipo y Benjamín Zarandona. Posteriormente, se desempeñó como asistente técnico de su hermano Vicente, cuando éste estaba a cargo de la selección nacional.

## Vida personal
Engonga venía de una familia de futbolistas. Su padre Vicente fue también un futbolista que dejó Guinea Ecuatorial en 1958 y se estableció en Torrelavega, jugando para Gimnástica de Torrelavega y otros equipos de la región. Óscar era el menor de cuatro hermanos (todos exjugadores), el más destacado era Vicente, que representó a España en la Eurocopa 2000; Óscar y Vicente coincidieron en Gimnástica - con los hermanos Julio y Rafael - y en el Valladolid en la temporada 1991-92.
El hijo de Engonga, Igor, que nació en Santa Cruz de La Palma mientras tocaba en esa ciudad para el CD Mensajero, representó a Guinea Ecuatorial tanto en la categoría de menores de 16 años como en la de mayores.

## Clubes[6]
| Club                   | País                | Año                 | Partidos | Goles |
| ---------------------- | ------------------- | ------------------- | -------- | ----- |
| F.C. Barcelona Amateur | España              | 1987-1988           | 1        | 0     |
| C.D. Mirandés          | España              | 1987-1988           | 7        | 1     |
| Gimnástica Torrelavega | España              | 1988-1989           | 4        | 0     |
| U.P. Langreo           | España              | 1989-1990           | 12       | 2     |
| Sporting Mahonés       | España              | 1990-1991           | 32       | 3     |
| Real Valladolid        | España              | 1991-1992           | 1        | 0     |
| C.D. Toledo            | España              | 1992-1993           | 30       | 2     |
| Racing de Santander    | España              | 1993-1994           | 2        | 0     |
| U.E. Figueres          | España              | 1994-2005           | 7        | 1     |
| C.D. Mensajero         | España              | 1994 - 1995         | 27       | 2     |
| Racing de Ferrol       | España              | 1995 - 1996         | 29       | 3     |
| Gimnástica Torrelavega | España              | 1996 - 1997         | 30       | 7     |
| Gimnástica Torrelavega | España              | 1997 - 1998         | 26       | 5     |
| Burgos C.F.            | España              | 1998 - 1999         | 15       | 0     |
| C.D. Castellón         | España              | 1998 - 1999         | 2        | 0     |
| Total en su carrera    | Total en su carrera | Total en su carrera | 225      | 26    |